# Owen Ray Skelton
Owen Ray Skelton (9 de febrero de 1886 - 20 de julio de 1969) fue un ingeniero automovilístico estadounidense. Junto con Fred M. Zeder y Carl Breer, se convirtió en uno de los ingenieros clave durante el período de consolidación de la Chrysler Corporation. Participó en el diseño del Chrysler Airflow, un revolucionario modelo de perfil aerodinámico lanzado por la firma en 1934.

## Primeros años
Skelton nació en 1886 en Edgerton (Ohio). Su padre era un comerciante que vendía arneses y arreos para los caballos.
Conocido con el sobrenombre de "Skelt", trabajó como aprendiz en la tienda de su padre a tiempo parcial en su juventud. Alumno de las escuelas públicas locales, después de graduarse en la escuela secundaria se inscribió en la Universidad Estatal de Ohio, y se graduó con un título en ingeniería mecánica cuando tenía diecinueve años.

## Carrera
Desde 1905 hasta 1907, el primer trabajo en la industria automotriz de Skelton fue en la fábrica de automóviles Pope-Toledo de Toledo (Ohio), conocida por su tecnología de vanguardia en motores de gasolina, desde donde pasó como delineante al departamento de diseño en la Packard de Detroit. A medida que ganaba experiencia y luego pericia, adquirió prestigio como analista de diseño, capaz de comprender toda la transmisión de un automóvil, y como gran especialista en ejes traseros y cajas de cambios.
Entre 1914 y 1916 participó como socio técnico en el diseño del automóvil Benham, un constructor de nueva creación. El automóvil no se vendió bien, pero su construcción atrajo a otro fabricante de automóviles también interesado en el diseño aerodinámico, Studebaker. El vicepresidente e ingeniero jefe de la firma de South Bend, Frederick Morrell Zeder, le ofreció a Skelton un puesto de ingeniería para que rediseñara sus trenes de transmisión, transmisiones y ejes traseros. Skelton aceptó la oferta de Studebaker (58 centavos de dólar (18) por hora) y comenzó a trabajar para la compañía. La Studebaker, que entonces perdía dinero, necesitaba producir rápidamente el diseño de un nuevo automóvil, económico y de mercado masivo que pudiera competir con los dos nuevos conglomerados de automóviles, Ford Motor Company y General Motors. La empresa en apuros estableció una oficina de diseño en Newark y dio relativa libertad a los tres directores de la oficina, Zeder, Skelton y Carl Breer. El trío pasó a ser conocido como "Los Tres Mosqueteros" por su trabajo de diseño en equipo del Studebaker de 1918.

### ZSB Ingeniería

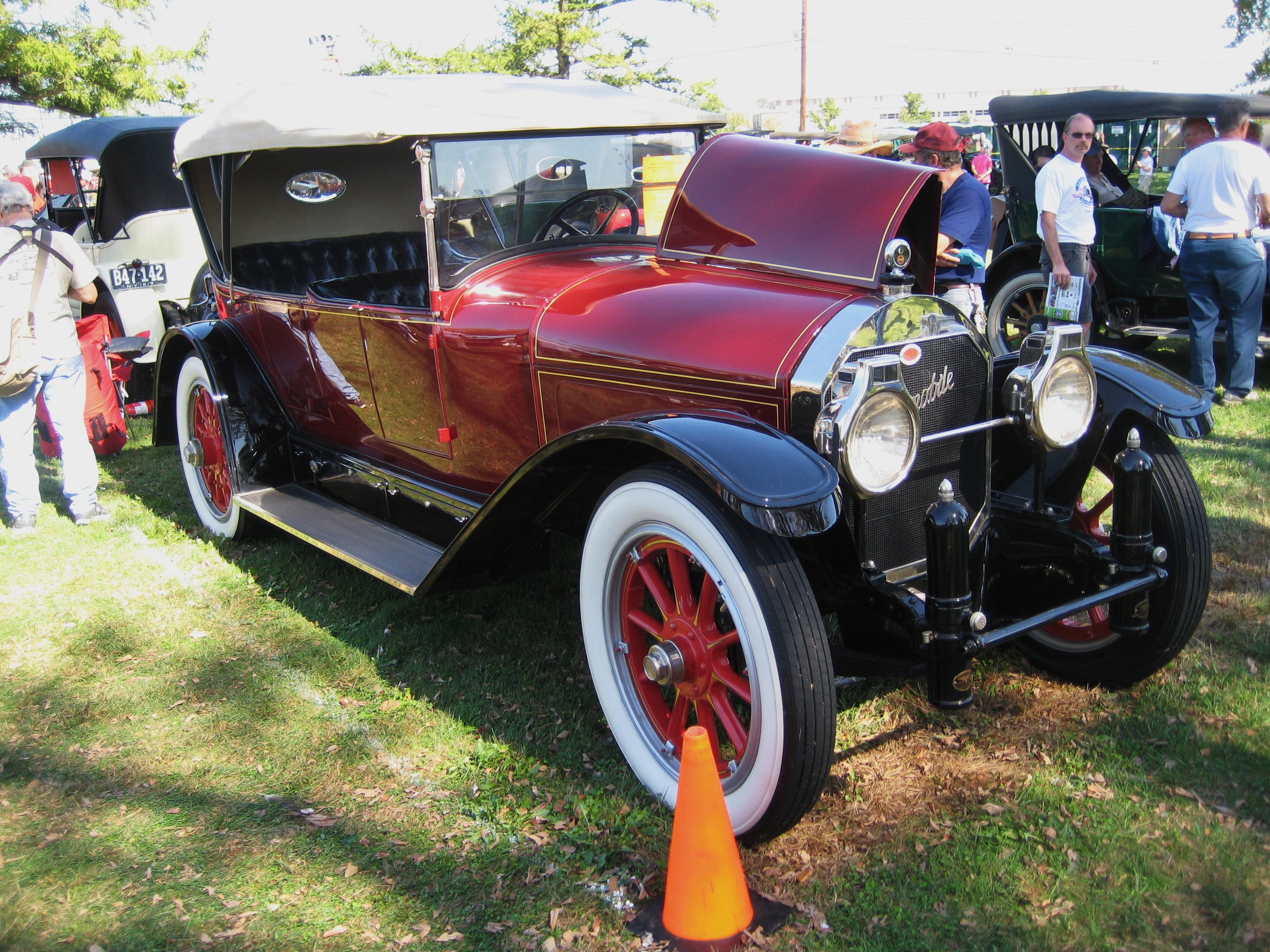
Locomobile de Durant, con un motor pionero de seis cilindros, parcialmente diseñado por Skelton

En 1921, Zeder, Skelton, Breer y varios asociados dejaron Studebaker para iniciar una empresa independiente de diseño e ingeniería de automóviles en Newark, denominada "ZSB Engineering". La Daniels Motor Company, orientado a los coches de lujo, contrató a ZSB para diseñar su V-8 de 1922, pero el automóvil, de gama alta, costaba 7450 dólares (136000), un precio prohibitivo para la época. Más adelante, en 1922, ZSB volvió sus ojos hacia el mercado masivo. La consultora fue contratada por William Crapo Durant para diseñar el motor para el automóvil Flint. El motor de seis cilindros diseñado por ZSB con un carburador de flujo ascendente se usó más tarde en el Locomobile, un automóvil de lujo construido por Durant Motors. Contrataron un prototipo, inicialmente denominado Zeder-Six. ZSB no pudo obtener financiación para completar el trabajo de diseño como firma independiente, pero las noticias de su trabajo llegaron a oídos de un agresivo ejecutivo de fabricación de automóviles, Walter Percy Chrysler, directivo de la compañía Maxwell. Este contacto resultó ser decisivo para la carrera de Skelton.
Chrysler obtuvo financiación a principios de 1923 para fusionar Maxwell, Chalmers Motor Car Company con sede en Detroit y ZSB Engineering. Las operaciones de la empresa fusionada se consolidaron en Detroit en junio de 1923, inicialmente con el nombre de "Maxwell-Chalmers". Con el diseño del motor de seis cilindros de ZSB como elemento destacado, los coches de Maxwell-Chalmers se vendieron bien y la empresa experimentó una rápida expansión bajo el liderazgo de Walter Chrysler. En 1925, Maxwell-Chalmers se convirtió en la Chrysler Corporation.

### Chrysler Corporation
Como ingeniero jefe de diseño de Chrysler, Skelton tuvo el mérito de liderar el desarrollo de un sistema de montaje del motor sobre soportes de caucho. Dirigido a desarrollar ideas para reducir la vibración del motor, el equipo de Skelton revisó más de 1000 ideas distintas, combinando las mejores propuestas en un nuevo sistema conocido como "potencia flotante". Los soportes de goma del motor y otros componentes del sistema redujeron significativamente la transmisión de la vibraciones al compartimiento de pasajeros, suavizando así el comportamiento del vehículo tanto en marcha como en parado. Esta innovación de ingeniería de Skelton/Chrysler se extendió a toda la industria del automóvil.
También lideró el desarrollo innovador de frenos hidráulicos en las cuatro ruedas como característica estándar en los automóviles Chrysler. Su trabajo continuó siendo significativo en el desarrollo de los automóviles Chrysler con motor trasero y carrocería totalmente de acero desarrollados durante la década de 1930 y en los años de la posguerra, cuando Chrysler se convirtió en un competidor directo de Ford y de GM.

## Vida personal
En 1931, Skelton se convirtió en vicepresidente del recién fundado Instituto de Ingeniería Chrysler. Tenía estrechos vínculos con la Universidad de Míchigan, lo que le permitió impartir títulos en materias de ingeniería. Skelton resultó nombrado miembro de la junta directiva de Chrysler en 1937, ejerciendo como director hasta 1954, tres años después de jubilarse de su cargo como ingeniero en la empresa en 1951. Su residencia en Newark, el Robert Treat Hotel se ha mantenido hasta el siglo XXI.
Skelton se retiró en 1951 y murió a la edad de 83 años, el 20 de julio de 1969, en Palm Beach (Florida). Durante sus últimos años residió en Palm Beach y en Grosse Pointe Farms (Míchigan). Los servicios funerarios y el entierro se realizaron en Detroit. En el momento de su muerte, fue sobrevivido por su  esposa Edith, dos hijas, una hijastra, un hermano y once nietos.

## Reconocimientos
- Skelton ingresó en el Salón de la Fama del Automóvil en el año 2000.[18]